# Justus Erich Walbaum

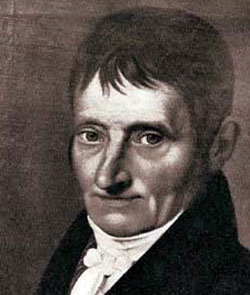
Justus Erich Walbaum

Justus Erich Walbaum, eigentlich Johann Gebhard Justus Erich Walbaum, (*  25. Januar 1768 in Steinlah bei Haverlah; † 21. Juni 1837 in Weimar) war ein deutscher Schriftentwerfer, Schriftgießer und Stempelschneider.

## Leben und Werk
Nach einer Lehre bei dem Gewürzhändler und Konditor Grabenhorst in Braunschweig fertigte Walbaum zunächst Backmodeln. Dadurch kam er auch mit der Stahlgravur in Berührung, wurde später Noten- und Kupferstecher, Metallgraveur und erlernte das Stempelschneiden. Außerdem fertigte er Gedenkmünzen. 1796 gründete er in Goslar durch den Erwerb des Unternehmens Ernst Wilhelm Kircher eine eigene Schriftgießerei, die er 1803, nachdem ihm von Herzog Carl August eine Konzession erteilt worden war, nach Weimar verlegte. Walbaum wurde Hauptlieferant für Friedrich Justin Bertuch und schnitt für diesen später berühmt gewordene Schriften. Im Jahr 1828 übergab er sein Geschäft an seinen Sohn Heinrich Theodor Walbaum (1798–1836). Dieser war ebenfalls Metallgraveur. Als dieser noch jung verstarb, entschloss sich Walbaum, seine Schriftgießerei 1836 an den Verlag F.A. Brockhaus zu verkaufen. Sie wurde 1843 nach Leipzig verlegt und schließlich 1918 von der H. Berthold AG in Berlin übernommen. Durch die Übernahme einiger Matrizen aus seinem Bestand sind viele Walbaum-Schriften im Original erhalten geblieben.

## Schriften (Auswahl)
- Schriftproben. Weimar 1812, OCLC 724727976.
- J. G. Justus Erich Walbaum, H. Berthold Messinglinienfabrik und Schriftgiesserei (Hrsg.): Probe sowie anwendungs-beispiele der Walbaum-Schriften gegossen aus den alten jetzt im besitz der schriftgiesserei H. Berthold akt.-ges. befindlichen originalmatern mit einem bildnis Walbaums, einer vorbemerkung und nachricht uber seinen lebenslauf. In: Berthold-Probenheft. Nr. 210. H. Berthold, Berlin 19??, OCLC 35801789.
- H. Berthold Messinglinienfabrik und Schriftgiesserei (Hrsg.): Walbaum Antiqua mit kursiv und mit halbfettem Schnitt: Gradeverzeichnisse und Anwendungen. In: Schriftprobe … der H. Berthold Messinglinienfabirk und Schriftgießerei AG. 461. Berthold, Berlin um 1967, OCLC 758401089.